# 克里尼奇基 (日托米爾區)
50°13′14″N 28°56′55″E / 50.22056°N 28.94861°E
克里尼奇基（烏克蘭語：Кринички），是烏克蘭北部的村莊，隸屬日托米爾州的日托米爾區。該村處於里韋齊河畔，面積0.401平方公里，2009年該村落人口78。